# TT (DM Command)
TT (TO_TOP)とは、アポロコンピュータ社のコンピュータに搭載されていたウィンドウシステム（ディスプレイマネージャ）で利用できた、制御コマンド『DMコマンド』の一つ。

## 概要
TT コマンドは、ウインドウの最上部にカーソルを移動する。

## 利用法
TT コマンドはウインドウの最上部にカーソルを移動する．これはパッドの先頭行をウインドウの最上部に移動する PT コマンドと対照的である．
TT は引数やオプションを必要としない．